# Heeresmusikkorps
Heeresmusikkorps (HMusKorps) wurden die Einheiten des Militärmusikdienstes der Bundeswehr genannt, die den Großverbänden des Heeres zugeordnet waren. Zum 1. Oktober 2013 wurden die letzten fünf Heeresmusikkorps dem Zentrum Militärmusik der Bundeswehr (ZMilMusBw) in Bonn und damit der Streitkräftebasis unterstellt.

## Aktuelle Heeresmusikkorps der Bundeswehr
Alle bestehenden Heeresmusikkorps tragen ihren aktuellen Namen seit dem 1. Oktober 2013.
| Name                            | Aufstellung / Umbenennungen |
| ------------------------------- | --- |
| Heeresmusikkorps Neubrandenburg | Aufstellung am 1. April 1991 als Heeresmusikkorps 14, ab 2008 Wehrbereichsmusikkorps I |
| Heeresmusikkorps Hannover       | Aufstellung am 1. Juli 1956 als Musikkorps II A, ab 16. März 1959 Heeresmusikkorps 1 |
| Heeresmusikkorps Kassel         | Aufstellung am 1. Juli 1956 als Musikkorps IV A, ab 16. März 1959 Heeresmusikkorps 2 |
| Heeresmusikkorps Koblenz        | Aufstellung am 1. Juli 1956 als Musikkorps IV B in Idar-Oberstein, Ende 1956 Verlegung nach Koblenz. Ab 16. März 1959 Heeresmusikkorps 5, ab 1. Mai 1985 Heeresmusikkorps 300                                                                          |
| Heeresmusikkorps Veitshöchheim  | Aufstellung am 1. Mai 1962 als Luftwaffenmusikkorps 5 in Fürstenfeldbruck. Ab 1. April 1963 Heeresmusikkorps 13, zum 16. Januar 1964 Verlegung nach Nürnberg und ab 1. April 1964 Heeresmusikkorps 12. Am 1. Oktober 1965 Verlegung nach Veitshöchheim |
| Heeresmusikkorps Ulm            | Aufstellung am 1. Juli 1956 als Musikkorps V B in Ellwangen (Jagst). Am 1. Oktober 1958 Verlegung nach Ulm und Umbenennung in Heeresmusikkorps 10 |